# Les Grands Chevaux bleus
Les Grands Chevaux bleus – en allemand Die grossen blauen Pferde – est un tableau réalisé par le peintre allemand Franz Marc en 1911. De format horizontal, cette huile sur toile est une peinture animalière qui représente trois chevaux nus rendus en bleu, devant un paysage vallonné. L'œuvre est conservée depuis 1942 au Walker Art Center, à Minneapolis, dans le Minnesota, aux États-Unis.

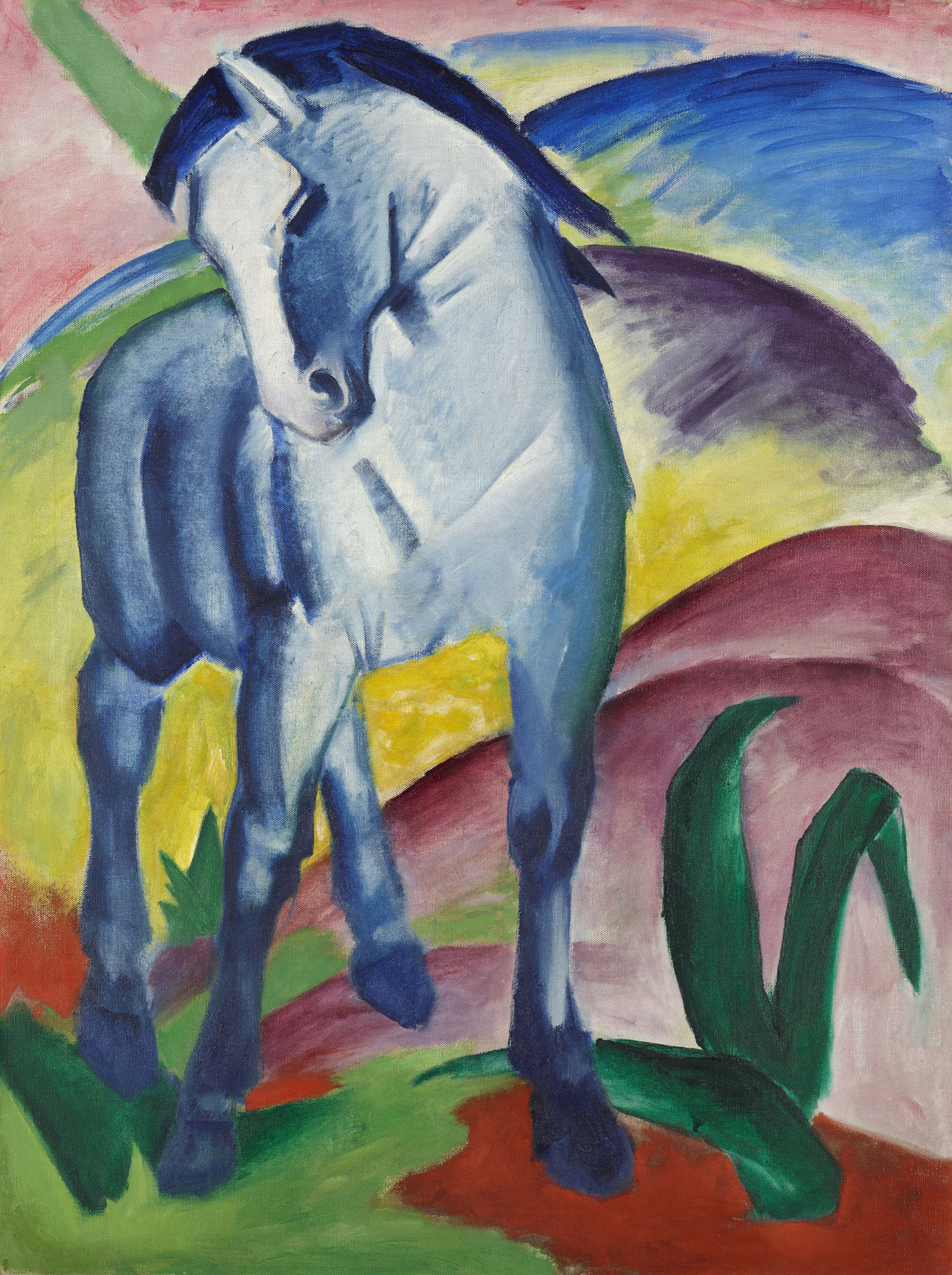
Cheval bleu I, 1911 – Lenbachhaus, Munich.
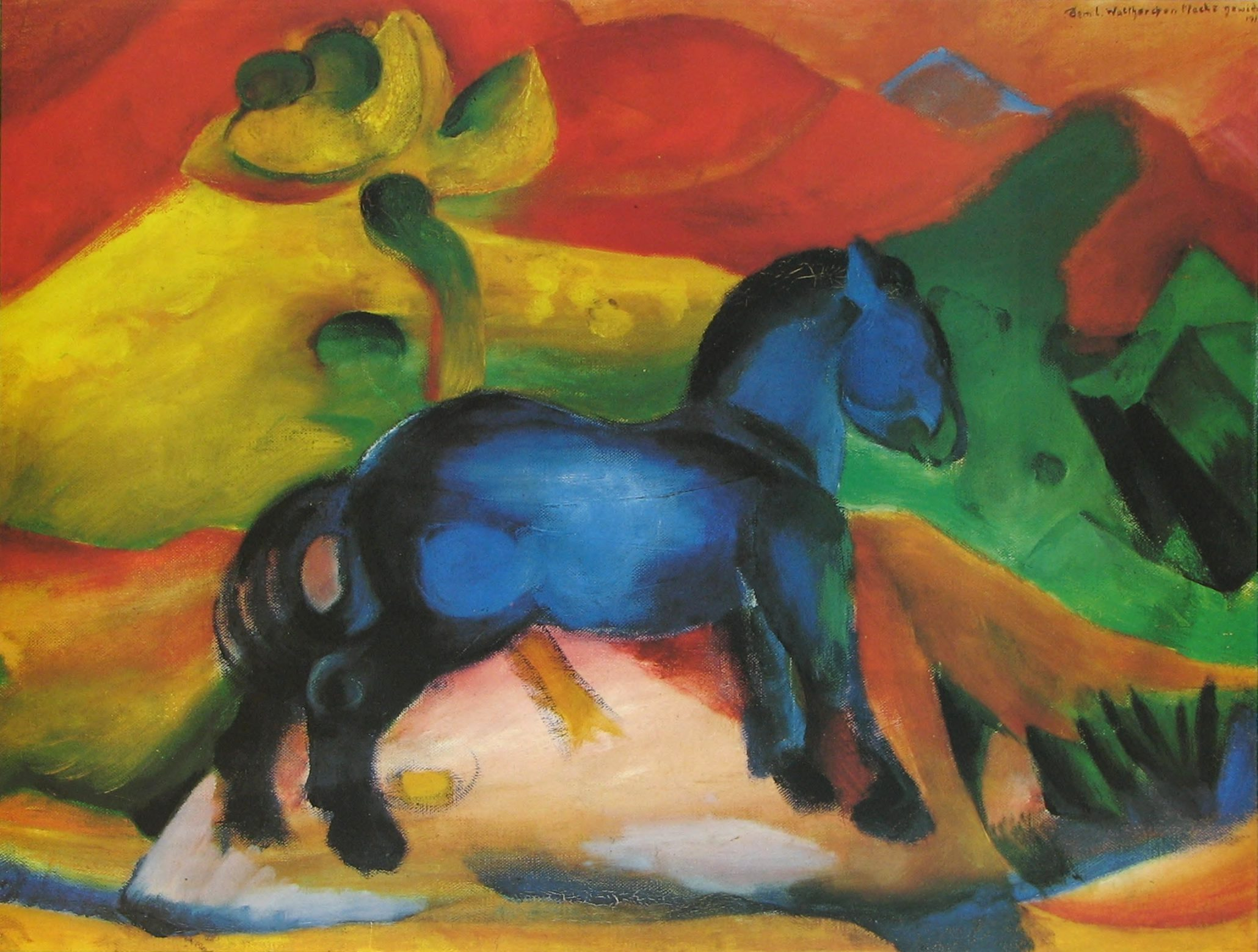
Petit cheval bleu, 1912 – Musée de la Sarre, Sarrebruck.
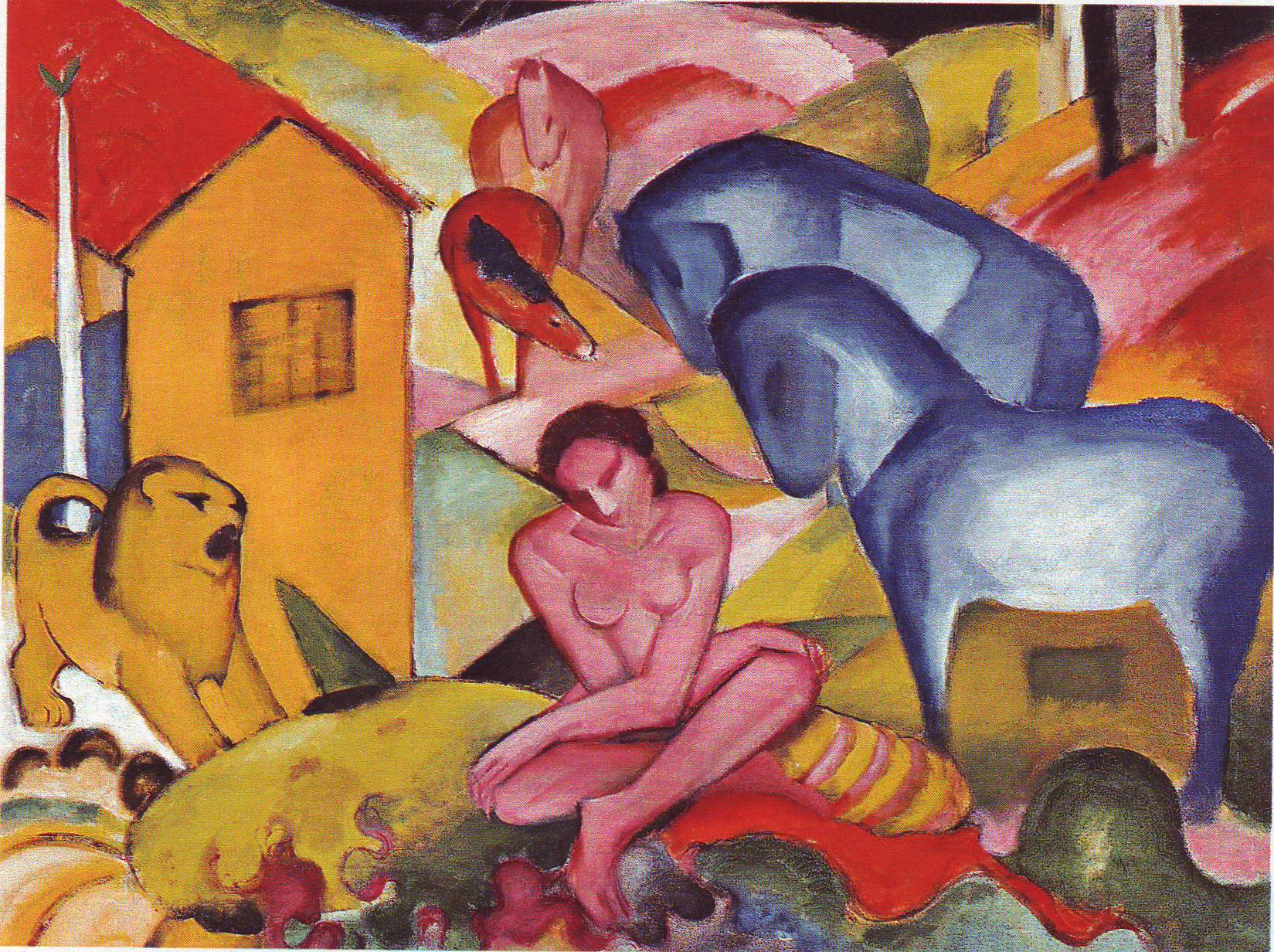
Le Rêve, 1912 – Musée Thyssen-Bornemisza, Madrid.
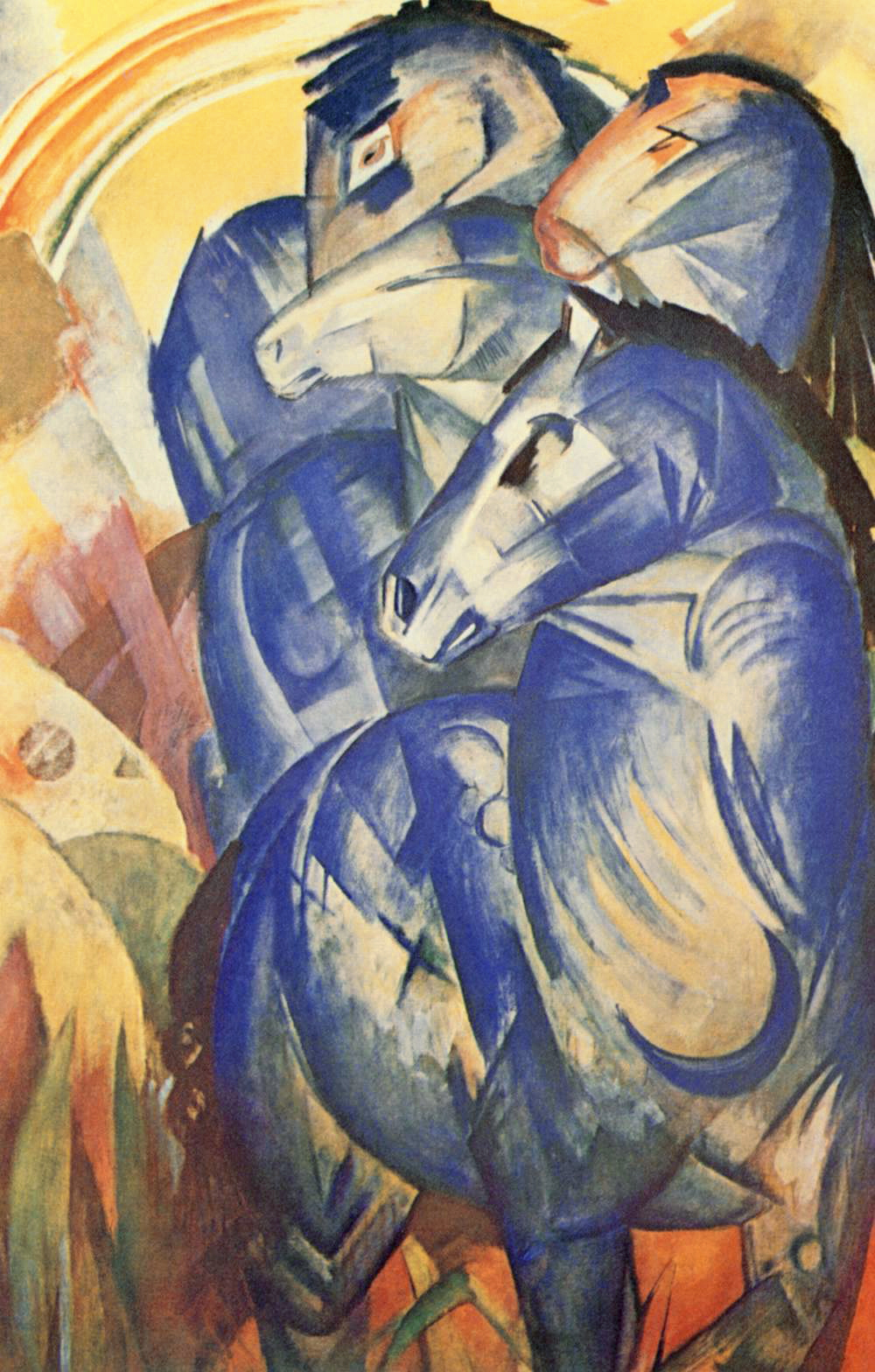
La Tour des chevaux bleus, 1913 – Disparu.